# Jump for Joy
Jump for Joy is een single van het Belgisch-Nederlandse muziekproject 2 Unlimited uit 1995.
Het nummer verscheen op het album Hits Unlimited uit 1995.

## Nummers
De single bevatte vijf versies van het nummer:
| Nr. | Titel                                               | Duur |
| --- | --------------------------------------------------- | ---- |
| 1.  | Jump for Joy                                        | 3:42 |
| 2.  | Digidance Happy Hardcore Edit                       | 3:19 |
| 3.  | Jump for Joy - Armand's Dutch Touch mix             | 7:51 |
| 4.  | Jump for Joy - Itty-Bitty-Boozy-Woozy's Dub for Joy | 5:25 |
| 5.  | MTV Partyzone Megamix                               | 4:55 |